# Sunflower Kurenai
Le Sunflower Kurenai (さんふらわあ くれない, Sanfurawā Kurenai) est un ferry de la compagnie japonaise MOL Sunflower. Construit aux chantiers Mitsubishi Heavy Industries de Shimonoseki entre 2021 et 2023, il est le premier navire à passagers du Japon à être équipé d'une propulsion au gaz naturel liquéfié (GNL). Mis en service en janvier 2023, il remplace le Sunflower Ivory sur les liaisons reliant Ōsaka à Beppu, sur l'île de Kyūshū. Naviguant tout d'abord pour Ferry Sunflower, il est transféré au mois d'octobre 2023 au sein de la nouvelle compagnie MOL Sunflower, issue de la fusion de Ferry Sunflower avec sa société sœur MOL Ferry.

## Historique

### Origines et construction
Depuis la seconde moitié des années 2010, la compagnie Ferry Sunflower opère le renouvellement de sa flotte en service entre le Kansai et l'île de Kyūshū. Après la mise en service en 2018 des jumeaux Sunflower Satsuma et Sunflower Kirishima qui ont succédé aux anciens navires du même nom sur la liaison Ōsaka - Shibushi, l'armateur se penche par la suite sur le remplacement des sister-ships Sunflower Ivory et Sunflower Cobalt en service entre Ōsaka et Beppu.
Le projet fait alors état d'une nouvelle paire de car-ferries de conception similaire à la précédente. Avec des dimensions tablant sur une longueur de près de 200 mètres et une jauge brute annoncée de plus de 17 000 tonneaux, ils surpassent largement en taille leurs prédécesseurs. Ce gain de surface considérable va notamment être mis à profit pour augmenter d'une trentaine d'unités la capacité des remorques. Malgré le volume de coque plus important, également concernant la surface consacrée aux aménagements intérieurs, la capacité passagère demeurera sensiblement identique à celle de la précédente génération, soit environ 710 personnes. Le confort sera cependant revu à la hausse avec des espaces plus vastes ainsi qu'une décoration moderne et travaillée. Les cabines privatives seront aussi plus nombreuses et participeront à faire évoluer le standing de la compagnie sur la ligne de Beppu avec l'apparition de suites avec balcon, tout comme à bord des dernières constructions neuves de l'armement, mais avant tout l'abandon quasi-total des dortoirs collectifs. Si les futurs navires reprennent dans leur ensemble la plupart des caractéristiques des jumeaux Sunflower Satsuma et Sunflower Kirishima, des éléments diffèreront toutefois, à commencer par leur apparence, plus proche des navires Sunflower Furano et Sunflower Sapporo de la compagnie sœur MOL Ferry avec notamment la position très particulière de la rampe latérale avant. Mais la singularité de ces nouveaux navires réside dans le choix de les équiper d'une propulsion hybride au gaz naturel liquéfié (GNL). Il s'agit là des premiers navires à passagers du Japon à adopter ce type de carburant déjà expérimenté depuis quelques années par quelques armateurs en Europe tout particulièrement. Dans un contexte où les problématiques liées à l'environnement deviennent de plus en plus préoccupantes, le GNL, permettant la réduction des émissions de CO2 de l'ordre de 25% peut ainsi permettre à Ferry Sunflower d'anticiper de futures normes.
Commandé en décembre 2019 aux chantiers Mitsubishi Heavy Industries de Shimonoseki, le premier navire, baptisé Sunflower Kurenai est mis sur cale le 2 juin 2021 et lancé le 3 mars 2022,. Après dix mois de travaux de finitions et de plusieurs séries d'essais en mer, le nouveau car-ferry est livré à Ferry Sunflower le 5 janvier 2023.

### Service
Le 13 janvier 2023, le Sunflower Kurenai quitte Ōsaka dans la soirée pour sa première traversée commerciale à destination de Beppu. Il remplace sur cet itinéraire le ferry Sunflower Ivory. Quelques mois plus tard, le 1er octobre, le navire est transféré au sein de la nouvelle entité MOL Sunflower, issue de la fusion de Ferry Sunflower et de sa compagnie sœur MOL Ferry. Uniquement d'ordre administratif, ce changement n'affecte pas l'exploitation du car-ferry.

## Aménagements
Le Sunflower Kurenai possède 8 ponts numérotés de 2 à 9. Si le navire s'étend en réalité sur dix ponts, deux sont absents au niveau du garage afin de lui permettre de transporter du fret. Les locaux destinés aux passagers occupent en grande partie les ponts 6 et 7 ainsi qu'une partie du pont 8 tandis que l'équipage loge à l'avant de celui-ci. Les garages s'étendent quant à eux sur la totalité des ponts 4 et 5 ainsi que l'avant des ponts 2 et 3.

### Locaux communs
Les aménagements du Sunflower Kurenai sont constitués principalement d'un restaurant ainsi que d'une promenade intérieure et d'une boutique, le tout desservi par un vaste atrium central. Des bains publics (sentō), non mixtes sont également présents.

### Cabines
Le Sunflower Kurenai est équipé différentes catégories de cabines proposant un confort variable. Parmi ces installations se trouvent 30 Suites avec balcon pouvant accueillir jusqu'à six personnes pour les plus grandes, 30 cabines Deluxe externes et 56 Superior internes équipées de sanitaires privés et pouvant accueillir une à quatre passagers , 21 cabines internes sans salle de bain Private équipées de lits doubles, superposés ou individuels, 89 cabines individuelles Standard et enfin, les dortoirs de 16 places réservés aux groupes de voyageurs et équipés de futons.

## Caractéristiques
Le Sunflower Kurenai mesure 199,90 mètres de long pour 28 mètres de large, son tonnage est de 13 659 UMS (le tonnage des car-ferries japonais étant défini sur des critères différents, il est en réalité plus élevé). Il peut embarquer 710 passagers et possède un spacieux garage pouvant embarquer 100 véhicules et 136 remorques. Le garage est accessible au moyen de deux porte rampe latérales situées à la proue et à la poupe du côté tribord. La propulsion du Sunflower Kurenai est assurée par deux moteurs dual fuel Yanmar 8EY26LDF compatibles avec le GNL et entraînant deux hélices faisant filer le bâtiment à une vitesse de 22,5 nœuds. Il est aussi doté de deux propulseurs d'étrave, deux propulseurs arrières ainsi qu'un stabilisateur anti-roulis. Les dispositifs de sécurité sont essentiellement composés de radeaux de sauvetage mais aussi d'une embarcation semi-rigide de secours.

## Lignes desservies
Le Sunflower Kurenai effectue toute l'année la liaison entre le Kansai et l'île de Kyūshū sur la ligne Ōsaka - Beppu en traversée de nuit.